# Weegbreeschildwants
Eysarcoris aeneus, ook wel weegbreeschildwants genoemd, is een wants uit de familie schildwantsen (Pentatomidae). 

## Uiterlijke kenmerken
De weegbreeschildwants is 5 tot 6 mm lang. Ze zijn geelbruin tot bruin van kleur (bronskleurig) en zijn goed te herkennen aan de twee lichte vlekken op de hoeken van het schildje (scutellum). De kop is soms donkerbruin. Het eerste deel van de antenne is lichtbruin, het laatste deel is donker.

## Verspreiding en habitat
De soort is verspreid in Europa (met uitzondering van het noorden van de Britse eilanden, Scandinavië en Noord-Rusland) en is verspreid naar het oosten via Siberië en Centraal-Azië naar China. In Nederland is hij zeldzaam, alleen in het zuiden wordt hij regelmatig waargenomen. 

## Leefwijze
Men vindt de dieren voornamelijk op planten uit de  lipbloemenfamilie (Lamiaceae), zoals andoorn (Stachys) en weegbree (Plantago). Maar oudere nimfen en volwassen wantsen zuigen ook aan veel andere voedingsgewassen. Zij doen dit vooral aan onrijpe zaden. 
De volwassen wants overwintert. Er is één generatie per jaar. Paring vindt plaats in mei en juni. De vrouwtjes leggen daarna per onregelmatig gevormd legsel 10-20 eieren op de onderkant van de bladeren van de voedingsplanten. De volwassenen wantsen van de nieuwe generatie verschijnen in augustus, maar ook in september worden er nog nimfen gevonden.